# Mona Berglund Nilsson
Mona Lisbeth Berglund Nilsson, född Magnusson 28 oktober 1942 i Lundby församling i Göteborg, är en svensk politiker (socialdemokrat), som var ordinarie riksdagsledamot 1994–2006 (även ersättare 1989). Hon var ledamot i socialförsäkringsutskottet och kvittningsman. Berglund Nilsson var invald för Västra Götalands läns västra valkrets. Hon hade arbetat som  undersköterska vid Mölndals sjukhus och varit fackligt aktiv i Kommunal. Under 1980-talet var hon lokalpolitiker i Mölndals kommun.